# أرمينيا بيليفيلد
نادي أرمينيا بيليفيلد الألماني الرياضي (بالألمانية: Deutscher Sport-Club Arminia Bielefeld) هو أحد أندية كرة القدم في ألمانيا وصيف كاس المانيا 2024-25.

## روابط إضافية
- Official team site
- The Abseits Guide to German Soccer
- Arminia Bielefeld statistics